# Орден Нишан-эль-Ануар
Орден Нишан-эль-Ануар или Орден Света (фр. Ordre du Nichan el Anouar) — колониальная награда Франции. Был учреждён 14 октября 1887 года в султанате Таджура, объявлен французским колониальным орденом 10 мая 1896 года и упразднён в результате орденской реформы 3 декабря 1963 года.

## История
21 сентября 1884 года султанат Таджура был объявлен протекторатом Франции с подчинением французскому губернатору Обока. В октябре 1887 года султан Хамед бен Мохаммед, «чтобы увековечить память о счастливом моменте, когда он и его народ были приняты под покровительство великой Франции», учредил орден Нишан-эль-Ануар. Новый орден был одобрен губернатором Обока Леонсом Лагардом, при условии, что присуждение награды будет производиться с его разрешения. 17 июля 1888 года учреждение ордена было утверждено правительством Франции, с передачей его в ведении губернатора Обока.
Декретом от 10 мая 1896 года орден Нишан-эль-Ануар был объявлен колониальной наградой Франции. Управление делами ордена было поручено канцелярии ордена Почётного легиона, по образу которого и был структурирован орден Нишан-эль-Ануар.
Декретом от 1 сентября 1950 года орден получил статус награды Заморской Франции.
Орден Нишан-эль-Ануар был упразднён декретом от 3 декабря 1963 года, которым был учреждён Национальный орден Заслуг, заменивший собой многочисленные ведомственные ордена заслуг.
Награждённые орденом Нишан-эль-Ануар сохранили право носить знаки ордена и после его упразднения.

## Степени ордена
По примеру ордена Почётного легиона орден Нишал-эль-Ануар имел пять классов:
Достоинства
 — Кавалер Большого креста (фр. Grand'croix)
 — Великий офицер (фр. Grand officier)
Степени
 — Командор (фр. Commandeur)
 — Офицер (фр. Officier)
 — Кавалер (фр. Chevalier) (1899—1963)

## Условия награждения
С 1896 года по 1933 год орденом Нишан-эль-Ануар могли быть награждены лица, прослужившие минимум 3 года на территориях Французского Сомали и Центральной Африки или имеющие другие заслуги перед Французской колониальной империей.
С 1934 года оденом Нишан-эль-Ануар могли быть награждены лица не менее 29 лет от роду и имеющие не менее 9 лет стажа военной или гражданской службы или другой профессиональной деятельности, в том числе двойной или тройной срок пребывания на территориях колоний.
Президенты Франции становились ex officio кавалерами Большого креста ордена Нишан-эль-Ануар.
Награждение производилось 1 раз в год — 14 июля.

## Знаки ордена
Знак ордена представляет собой позолоченую десятиконечную звезду с «алмазной» огранкой. Между лучами звезды расположены позолоченные пятиконечные звёздочки. В центральном позолоченном круглом медальоне синей эмали с широким ободком красной эмали — большая выпуклая пятиконечная серебряная звезда. На ободке начертано название ордена на арабском языке и три звёздочки.
Оборотная сторона звезды гладкая без изображений.
К верхнему лучу звезды крепится золотая корона, увенчанная серебряным полумесяцем. Посредством кольца, проходящего через шар короны, знак крепится к орденской ленте. Знаки старших степеней могут быть полностью позолоченные.
Звезда ордена представляет собой золотую десятиконечную звезду с «алмазной» огранкой. Между лучами звезды расположены малые лучи и позолоченные пятиконечные звёздочки. В центральном круглом медальоне синей эмали с позолоченным ободком красной эмали - большая выпуклая пятиконечная серебряная звезда. На ободке начертано название ордена на арабском языке и три звёздочки.
Лента ордена до 1899 года была красная с белыми и синими полосками по краям и чёрной полоской по середине. С 5 декабря 1899 года лента ордена синяя с широкой белой полосой посередине.
Ширина ленты Большого креста — 100 мм. К ленте офицера крепится розетка диаметром 30 мм из такой же ленты.